# Óscar Mingueza
Óscar Mingueza, né le 13 mai 1999 à Santa Perpètua de Mogoda, est un footballeur international espagnol qui évolue au poste de défenseur central au RC Celta.

## Biographie

### Carrière en club

#### FC Barcelone
Originaire de Santa Perpètua de Mogoda en province de Barcelone, Mingueza a commencé le football au Santa Perpetua, avant d'intégrer le centre de formation du FC Barcelone à l'âge de 7 ans.
Il signe un premier contrat professionnel avec le Barça lors de l'été 2018, avec une clause libératoire de 100 millions d'euros, alors qu'il vient de remporter l'UEFA Youth League avec les moins de 19 ans du club blaugrana,.
Dès la saison suivante, Mingueza s'impose comme un titulaire en défense centrale avec le FC Barcelone B,. Il devient même le capitaine de l'équipe réserve de Barcelone.
Lors de la saison 2020-2021, alors que de nombreux défenseurs centraux sont blessés — à l'image de Gerard Piqué, Samuel Umtiti ou Ronald Araújo — il se retrouve dans le groupe pour la Ligue des champions, fin novembre,.
Il fait ses débuts avec l'équipe senior le 24 novembre 2020, en étant titularisé en charnière centrale lors du match de ligue des champions contre le Dynamo Kiev, où il délivre une passe décisive pour Martin Braithwaite,,.
Le 29 novembre 2020, il est de nouveau titulaire durant tout le match face à Osasuna, lors de la première journée de LaLiga Santander.

#### Celta de Vigo
Le 30 juillet 2022, le Celta de Vigo annonce un accord de principe avec Barcelone pour le transfert de Mingueza, sujet à la réussite de la visite médicale et de la signature du contrat du joueur.

### Équipe nationale
Le 27 mars 2021, Óscar Mingueza fait ses débuts avec l'Espagne espoirs face à l'Italie.
Le 6 juin 2021, à seulement deux jours du match amical entre l'Espagne et la Lituanie, dernier match de préparation avant l'Euro, la RFEF (fédération royale espagnole de football) annonce que Sergio Busquets est positif au Covid-19 et que par conséquent toute l'équipe nationale est mise en quarantaine. La RFEF établit alors que à la place d'annuler la rencontre ce serait l'effectif des espoirs (qui avait joué la demi-finale du Championnat d'Europe espoirs) qui jouerait la rencontre.
Oscar Mingueza reçoit alors sa première sélection en équipe d'Espagne le 8 juin 2021 face à la Lituanie, il commence la rencontre en tant que titulaire et ne sera pas remplacé. Cette rencontre fera non seulement parler d'elle par l'originalité de la situation mais aussi par le score final de la rencontre, ceci parce que l'Espagne, composée d'une équipe d'espoirs, finit par remporter la rencontre 4 à 0,.

### Vie personnelle
Sa sœur, Ariadna Mingueza (en), est elle aussi joueuse professionnelle au FC Barcelone. Elle a fait ses débuts pour l'équipe A féminine à 17 ans, seulement trois mois après les débuts de son frère en équipe A masculine.

## Statistiques

### Statistiques en club
| Saison                | Club                  | Championnat           | Championnat | Championnat | Championnat | Coupe(s) nationale(s) | Coupe(s) nationale(s) | Coupe(s) nationale(s) | Supercoupe | Supercoupe | Supercoupe | Compétition(s) continentale(s) | Compétition(s) continentale(s) | Compétition(s) continentale(s) | Compétition(s) continentale(s) | Play-offs | Play-offs | Play-offs | Espagne | Espagne | Espagne | Total | Total | Total |
| Saison                | Club                  | Division              | M.          | B.          | P.d.        | M.                    | B.                    | P.d.                  | M.         | B.         | P.d.       | Comp.                          | M.                             | B.                             | P.d.                           | M.        | B.        | P.d.      | M.      | B.      | P.d.    | M.    | B.    | P.d.  |
| 2018-2019             | FC Barcelone B        | Segunda División B    | 15          | 0           | 0           | -                     | -                     | -                     | -          | -          | -          | -                              | -                              | -                              | -                              | -         | -         | -         | -       | -       | -       | 15    | 0     | 0     |
| 2019-2020             | FC Barcelone B        | Segunda División B    | 16          | 0           | 0           | -                     | -                     | -                     | -          | -          | -          | -                              | -                              | -                              | -                              | 3         | 0         | 0         | -       | -       | -       | 19    | 0     | 0     |
| 2020-2021             | FC Barcelone B        | Segunda División B    | 1           | 0           | 0           | -                     | -                     | -                     | -          | -          | -          | -                              | -                              | -                              | -                              | 1         | 0         | 0         | -       | -       | -       | 2     | 0     | 0     |
| Sous-total            | Sous-total            | Sous-total            | 32          | 0           | 0           | 0                     | 0                     | 0                     | 0          | 0          | 0          | -                              | 0                              | 0                              | 0                              | 4         | 0         | 0         | -       | -       | -       | 36    | 0     | 0     |
| 2020-2021             | FC Barcelone          | Liga                  | 27          | 2           | 2           | 5                     | 0                     | 0                     | 2          | 0          | 0          | C1                             | 5                              | 0                              | 1                              | -         | -         | -         | 1       | 0       | 0       | 40    | 2     | 3     |
| 2021-2022             | FC Barcelone          | Liga                  | 19          | 0           | 1           | 1                     | 0                     | 1                     | 0          | 0          | -          | C1+C3                          | 5+2                            | 0                              | 0                              | -         | -         | -         | -       | -       | -       | 27    | 0     | 2     |
| Sous-total            | Sous-total            | Sous-total            | 46          | 2           | 0           | 6                     | 0                     | -                     | 2          | 0          | -          | -                              | 12                             | 0                              | -                              | 0         | 0         | 0         | 1       | 0       | 0       | 67    | 2     | 0     |
| 2022-2023             | Celta de Vigo         | Liga                  | 21          | 0           | 0           | 2                     | 0                     | 0                     | -          | -          | -          | -                              | -                              | -                              | -                              | -         | -         | -         | -       | -       | -       | 23    | 0     | 0     |
| 2023-2024             | Celta de Vigo         | Liga                  | 38          | 2           | 2           | 3                     | 0                     | 1                     | -          | -          | -          | -                              | -                              | -                              | -                              | -         | -         | -         | -       | -       | -       | 41    | 2     | 3     |
| 2024-2025             | Celta de Vigo         | Liga                  | 34          | 4           | 6           | 2                     | 0                     | 0                     | -          | -          | -          | -                              | -                              | -                              | -                              | -         | -         | -         | 3       | 0       | 0       | 39    | 4     | 6     |
| Sous-total            | Sous-total            | Sous-total            | 95          | 6           | 8           | 7                     | 0                     | 1                     | -          | -          | -          | -                              | -                              | -                              | -                              | -         | -         | -         | 3       | 0       | 0       | 105   | 6     | 9     |
| Total sur la carrière | Total sur la carrière | Total sur la carrière | 172         | 8           | 11          | 13                    | 0                     | 2                     | 2          | 0          | -          | -                              | 12                             | 0                              | 1                              | 4         | 0         | -         | 4       | 0       | 0       | 207   | 8     | 14    |

## Palmarès
FC Barcelone
- Vainqueur de la Coupe d'Espagne en 2021
- Finaliste de la Supercoupe d'Espagne en 2021

### En sélection

#### Espagne olympique
- Médaillé d'argent aux Jeux olympiques en 2021